# Photo Finish Records
Photo Finish Records es una compañía discográfica independiente ubicada en Nueva York. Inició en 2006 por el agente de reserva Matt Galle. Photo Finish es conocido por su variada lista incluyendo bandas de punk, bandas de indie rock, y artistas de hip hop.
El primer lanzamiento del sello discográfico fue en noviembre de 2006 cuando decidieron producir el primer EP de cinco canciones con Envy On The Coast. Poco después, la banda Danger Radio decidió  firmar, y más tarde dio a conocer su primer EP y el álbum. Photo Finish vio un gran éxito con su firma al lado de la banda 3OH!3.Su álbum debut WANT debutó en el # 88 y alcanzó el puesto # 44 en el Billboard Top 200 Chart. Su éxito Don't Trust Me subió al primer lugar en el Top 40 y, finalmente, vendió más de 2,5 millones de
álbumes digitales. WANT sigue siendo la etiqueta del disco más exitosa hasta la fecha.
El álbum Avalon de Anthony Green sigue siendo el álbum de la discográfica más exitoso en su primera semana en agosto de 2008, se colocó en el 44 º lugar de las listas de Billboard.

## Artistas

### Artistas actuales
- 3OH!3
- Anthony Green
- Brick + Mortar
- New Medicine
- The Mowgli's
- The Downtown Fiction
- Rival Schools
- Orphan Twins

### Artistas egresados
- Danger Radio
- Envy on the Coast
- Fighting with Wire
- Hit the Lights
- I Fight Dragons

## Discografía

### Álbumes de estudio
| Año  | Detalles del álbum | Posiciones en listas | Posiciones en listas | Posiciones en listas |
| Año  | Detalles del álbum | EUA                  | AUS                  | CAN                  |
| ---- | --- | -------------------- | -------------------- | -------------------- |
| 2011 | Let's Be Animals - Artista: The Downtown Fiction - Lanzado: Primavera del 2011 - Género: Pop punk                      | —                    | —                    | —                    |
| 2010 | Welcome to the Breakdown (EP) - Artista: I Fight Dragons - Lanzado: 30 de noviembre de 2010 - Género: Rock alternativo | —                    | —                    | —                    |
| 2010 | Race You to the Bottom - Artista: New Medicine - Lanzado: 27 de septiembre de 2010 - Género: Hard rock                 | 104                  | —                    | —                    |
| 2009 | Live Session EP (iTunes Exclusive) - Artista: 3OH!3 - Lanzado: 11 de agosto de 2009 - Género: Rock alternativo         | —                    | —                    | —                    |
| 2008 | Avalon - Artista: Anthony Green - Lanzado: 5 de agosto de 2008 - Género: Acústico, Rock alternativo                    | 44                   | —                    | —                    |
| 2008 | Want - Artista: 3OH!3 - Lanzado: 8 de julio de 2008 - Género: Electrónica, Crunkcore                                   | 44                   | 4                    | 47                   |
| 2008 | Used and Abused - Artista: Danger Radio - Lanzado: 8 de julio de 2008 - Género: Power pop                              | 198                  | —                    | —                    |
| 2007 | Punch Your Lights Out EP - Artista: Danger Radio - Lanzado: 5 de noviembre de 2007 - Género: Rock alternativo          | —                    | —                    | —                    |
| 2007 | Lucy Gray - Artista: Envy on the Coast - Lanzado: 7 de agosto de 2007 - Género: Rock alternativo                       | 11 Heatseakers       | —                    | —                    |
| 2006 | Envy on the Coast EP - Artista: Envy on the Coast - Lanzado: 7 de noviembre de 2006 - Género: Rock alternativo         | —                    | —                    | —                    |

### Sencillos
| Año                                            | Artista | Sencillo                      | Posicionamiento en listas | Posicionamiento en listas | Posicionamiento en listas | Posicionamiento en listas | Posicionamiento en listas | Posicionamiento en listas | Posicionamiento en listas | Posicionamiento en listas | Posicionamiento en listas | Certificaciones              | Álbum                    |
| Año                                            | Artista | Sencillo                      | EUA                       | Billboard US Pop          | CAN                       | AUS                       | FIN                       | NZ                        | RU                        | IRL                       | ALE                       | Certificaciones              | Álbum                    |
| ---------------------------------------------- | ------- | ----------------------------- | ------------------------- | ------------------------- | ------------------------- | ------------------------- | ------------------------- | ------------------------- | ------------------------- | ------------------------- | ------------------------- | ---------------------------- | ------------------------ |
| 2008                                           | 3OH!3   | "Don't Trust Me"              | 7                         | 1                         | 6                         | 3                         | 5                         | 8                         | 21                        | 17                        | 95                        | AUS: Platino EU: 2 × Platino | Want (y edición de lujo) |
| 2009                                           | 3OH!3   | "Starstrukk" (con Katy Perry) | 66                        | 25                        | 31                        | 4                         | —                         | 16                        | 3                         | —                         | —                         | EUA: Oro                     | Want (y edición de lujo) |
| "—" indica lanzamientos que no se posicionaron |         |                               |                           |                           |                           |                           |                           |                           |                           |                           |                           |                              | Want (y edición de lujo) |